# METAS
L'Istituto federale di metrologia o METAS (in francese: Institut fédéral de métrologie,  in romancio: Institut federal da metrologia METAS) è un ente di diritto pubblico della Confederazione Svizzera.
L'istituto è dotato di personalità giuridica ed è iscritto nel registro di commercio. Esso gode di autonomia organizzativa e gestionale e tiene una contabilità propria.  L'istituto è nato il 10 gennaio 2013 dall'Ufficio federale di metrologia METAS. Il METAS ha sede a Köniz.

## Storia
Nel settembre 1862 fu fondato l'Ufficio federale di taratura a Berna, poi rinominato nel 1909 Ufficio federale dei pesi e delle misure. Dopo cinque anni, nel 1914, l'Ufficio si trasferì in un proprio edificio situato nella Wildstrasse nel quartiere bernese di Kirchenfeld, prima di essere trasferito nella sede attuale nel 1965. Nel 1977, con l'ampliamento dei compiti, fu necessario di adeguare la sua forma organizzativa: l'Ufficio divenne l'Ufficio federale di metrologia (UFMET). Il 1º gennaio 2001, l'UFMET cambiò il nome e divenne l'Ufficio federale di metrologia e di accreditamento. Da allora, l'Ufficio federale di metrologia porta la denominazione METAS in tutte le lingue.

## Compiti
- mette a disposizione unità di misura internazionalmente riconosciute con la necessaria precisione
- confronta, a intervalli adeguati, i campioni di riferimento con quelli di altri istituti di metrologia nazionali o di istituzioni analoghe
- rende nota l´ora in vigore in Svizzera
- esegue i necessari studi e lavori di sviluppo tecnico-scientifici, segnatamente analizza gli effetti di nuove tecniche e sviluppa metodi pratici di misurazione corrispondenti allo stato più recente delle conoscenze scientifiche
- adempie i compiti assegnategli dalla legge federale del 17 giugno 2011 sulla metrologia
- partecipa alla cooperazione tecnica nel settore della metrologia
- fornisce consulenza alle autorità federali in materia di metrologia
- garantisce la riferibilità dei campioni degli organi esecutivi cantonali
- diffonde le unità di misura di cui alla lettera a mediante tarature e materiali di riferimento
- partecipa alla preparazione di atti legislativi riguardanti il settore metrologico.